# Подлехи (Браневський повіт)
Подлехи (пол. Podlechy, нім. Podlechen) — село в Польщі, у гміні Плоскіня Браневського повіту Вармінсько-Мазурського воєводства.
Населення — 53 особи (2011).
У 1975-1998 роках село належало до Ельблонзького воєводства.

## Демографія
Демографічна структура станом на 31 березня 2011 року:
|          | Загалом | Допрацездатний вік | Працездатний вік | Постпрацездатний вік |
| -------- | ------- | ------------------ | ---------------- | -------------------- |
| Чоловіки | 29      | 6                  | 21               | 2                    |
| Жінки    | 24      | 5                  | 15               | 4                    |
| Разом    | 53      | 11                 | 36               | 6                    |